# Seltjarnarnes
Seltjarnarnes è un comune islandese della area della Capitale Reykjavik.
Prevalentemente a carattere residenziale, la cittadina è posta sulla punta della penisola omonima su cui si trova la parte più vecchia di Reykjavík.

## Edifici più importanti
- Chiesa di Seltjarnernes
- Museo di storia della medicina